# Сент-Дейвид (округ)
Сент-Дейвид (англ. parish Saint David) — один из шести округов (единица административно-территориального деления) государства Сент-Винсент и Гренадины, расположенный в северо-западной части острова Сент-Винсент. Административный центр — город Шатоблер.